# Karthagos Fall
Karthagos Fall (Originaltitel Scipione l’Africano) ist ein 1937 im faschistischen Italien vom "Consorzione ‘Scipio l’Africano’, Ente Nazionale Industrie Cinematografiche (ENIC)" produzierter Monumentalfilm, der den Kampf Publius Cornelius Scipio Africanus gegen Hannibal im Zweiten Punischen Krieg zum Thema hat. Der Film war als Propagandafilm konzipiert, der die Kolonialbestrebungen Benito Mussolinis in Afrika zu den Siegen der Römischen Republik in Bezug setzen sollte. Der Film wurde mit hohem Aufwand und massiver staatlicher Unterstützung als erster Film in Cinecittà gedreht, blieb aber an den Kinokassen erfolglos. Dies lag an der als langweilig empfundenen, bis auf die spektakulär inszenierte Schlacht von Zama vor allem auf theatralisch-rhetorischen Szenen basierten Inszenierung und am wenig überzeugenden Hauptdarsteller Annibale Ninchi, den Mussolini als „schlappe Visage“ bezeichnete.
Scipione l’Africano blieb der einzige Monumentalfilm des faschistischen Regimes mit römisch-antiker Thematik. Der Film lief im Deutschen Reich im Spätsommer 1938 unter dem Titel „Karthagos Fall“ an.

## Auszeichnungen
- Coppa Mussolini, 1937